# Braye-en-Thiérache
Braye-en-Thiérache es una comuna francesa, situada en el departamento de Aisne, de la región de Alta Francia.

## Demografía
| 280 | 278 | 220 | 172 | 175 | 153 | 154 | 141 |
| Para los censos de 1962 a 1999 la población legal corresponde a la población sin duplicidades (Fuente: INSEE [Consultar]) |     |     |     |     |     |     |     |